# Taraxacum serotinum
Taraxacum serotinum là một loài thực vật có hoa trong họ Cúc. Loài này được (Waldst. & Kit.) Poir. miêu tả khoa học đầu tiên năm 1816.